# Festival de la Canción de Eurovisión 1967

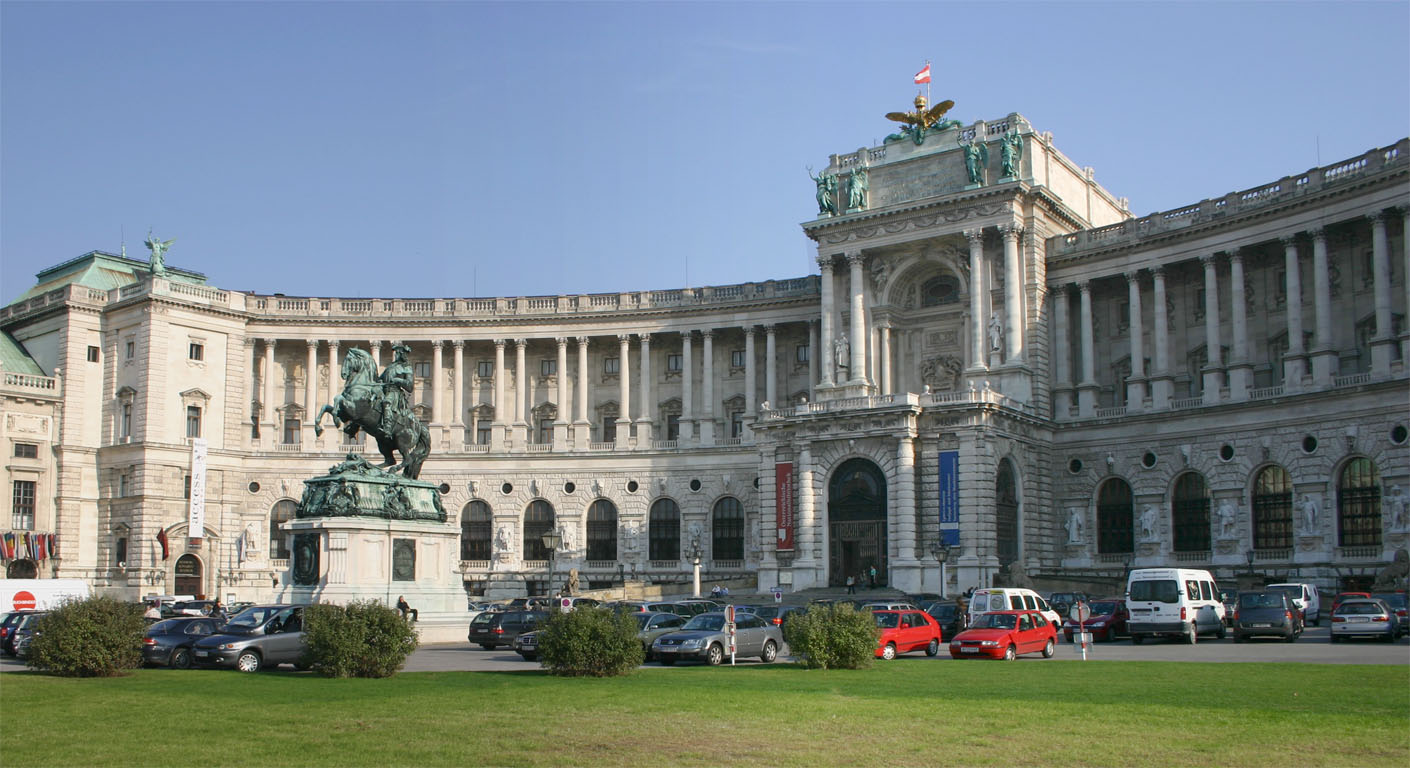
Palacio Imperial de Hofburg, sede del Festival de la Canción de Eurovisión 1967.

El XII Festival de la Canción de Eurovisión fue retransmitido el 8 de abril de 1967 desde Viena, por primera vez en definición de 625 líneas, aunque todavía en blanco y negro. Con Erica Vaal como presentadora, la ganadora fue Sandie Shaw, que representaba a Reino Unido con «Puppet on a string».
La presentadora se confundió durante la votación al proclamar la victoria del tema británico antes de escuchar los votos del último jurado, aunque finalmente el resultado no varió tras la última votación y el Reino Unido terminó proclamándose campeón, con más del doble de puntos que Irlanda, el segundo clasificado. Además, el marcador se averió a partir de la votación de Mónaco, y los escrutadores tuvieron que estar corrigiendo continuamente puntuaciones que se mostraban de forma errónea.

## Países participantes

### Canción y selección
| País y TV               | Título original de la canción       | Artista(s)         | Proceso y fecha de selección                                  |
| País y TV               | Traducción al español               | Idioma(s)          | Proceso y fecha de selección                                  |
| ----------------------- | ----------------------------------- | ------------------ | ------------------------------------------------------------- |
| Alemania Occidental ARD | Anouschka                           | Inge Brück         | Final Nacional, 11-03-1967                                    |
| Alemania Occidental ARD | -                                   | Alemán             | Final Nacional, 11-03-1967                                    |
| Austria ORF             | Warum es hunderttausend Sterne gibt | Peter Horton       | Elección Interna                                              |
| Austria ORF             | ¿Por qué hay cien mil estrellas?    | Alemán             | Elección Interna                                              |
| Bélgica RTB             | Ik heb zorgen                       | Louis Neefs        | Final Nacional, 25-02-1967                                    |
| Bélgica RTB             | Tengo preocupaciones                | neerlandés         | Final Nacional, 25-02-1967                                    |
| España TVE              | Hablemos del amor                   | Raphael            | Elección interna                                              |
| España TVE              | -                                   | Español            | Elección interna                                              |
| Finlandia YLE           | Varjoon – suojaan                   | Fredi              | Euroviisut 1967, 11-02-1967                                   |
| Finlandia YLE           | A la oscuro, a lo seguro            | Finés              | Euroviisut 1967, 11-02-1967                                   |
| Francia RTF             | Il doit faire beau là-bas           | Noëlle Cordier     | Final Nacional 1967                                           |
| Francia RTF             | Debe hacer buen tiempo allí         | Francés            | Final Nacional 1967                                           |
| Irlanda RTÉ             | If I could choose                   | Sean Dunphy        | Final Nacional, 12-02-1967                                    |
| Irlanda RTÉ             | Si pudiera elegir                   | Inglés             | Final Nacional, 12-02-1967                                    |
| Italia RAI              | Non andare più lontano              | Claudio Villa      | Elección interna                                              |
| Italia RAI              | No vayas más lejos                  | Italiano           | Elección interna                                              |
| Luxemburgo CLT          | L'amour est bleu                    | Vicky Leandros     | Elección interna                                              |
| Luxemburgo CLT          | El amor es triste                   | Francés            | Elección interna                                              |
| Mónaco TMC              | Boum badaboum                       | Minouche Barelli   | Elección interna                                              |
| Mónaco TMC              | -                                   | Francés            | Elección interna                                              |
| Noruega NRK             | Dukkemann                           | Kirsti Sparboe     | Melodi Grand Prix 1967, 25-02-1967                            |
| Noruega NRK             | Titiritero                          | Noruego            | Melodi Grand Prix 1967, 25-02-1967                            |
| Países Bajos NTS        | Ring-dinge-ding                     | Thérèse Steinmetz  | Nationaal Songfestival 1967, 22-02-1967                       |
| Países Bajos NTS        | -                                   | Neerlandés         | Nationaal Songfestival 1967, 22-02-1967                       |
| Portugal RTP            | O vento mudou                       | Eduardo Nascimento | Festival da Canção 1967, 25-02-1967                           |
| Portugal RTP            | El viento cambió                    | Portugués          | Festival da Canção 1967, 25-02-1967                           |
| Reino Unido BBC         | Puppet on a string                  | Sandie Shaw        | A Song For Europe, 25-02-1967 (cantante elegida internamente) |
| Reino Unido BBC         | Marioneta en una cuerda             | Inglés             | A Song For Europe, 25-02-1967 (cantante elegida internamente) |
| Suecia SR               | Som en dröm                         | Östen Warnerbring  | Melodifestivalen 1967, 24-02-1967                             |
| Suecia SR               | Como un sueño                       | Sueco              | Melodifestivalen 1967, 24-02-1967                             |
| Suiza SRG SSR           | Quel cœur vas-tu briser             | Géraldine          | Final nacional, 21-01-1967                                    |
| Suiza SRG SSR           | ¿Qué corazón vas a romper?          | Francés            | Final nacional, 21-01-1967                                    |
| Yugoslavia JRT          | Vse rože sveta                      | Lado Leskovar      | Pjesma Eurovizije 1967, 19-02-1967                            |
| Yugoslavia JRT          | Todas las flores de este mundo      | Esloveno           | Pjesma Eurovizije 1967, 19-02-1967                            |

#### Artistas que repiten
- Raphael: Representó a España en el Festival de la Canción de Eurovisión 1966 con la canción «Yo soy aquel», quedando en 7.ª posición con 9 puntos.
- Claudio Villa: Representó a Italia en el Festival de la Canción de Eurovisión 1962 con la canción «Addio, addio», quedando en 9.ª posición con 3 puntos.
- Kirsti Sparboe: Representó a Noruega en el Festival de la Canción de Eurovisión 1965 con la canción «Karusell», quedando en 13.ª posición con 1 punto.

### Directores de orquesta
Los países podían presentar su propio director de orquesta o el del país anfitrión, Johannes Fehring.
- - Dolf van der Linden
- - Claude Denjean
- - Johannes Fehring
- - Franck Pourcel
- - Armando Tavares Belo
- - Hans Möckel
- - Mats Olsson
- - Ossi Runne
- - Hans Blum
- - Francis Bay
- - Kenny Woodman
- - Manuel Alejandro
- - Øivind Bergh
- - Aimé Barelli
- - Mario Rijavec
- - Giancarlo Chiaramello
- - Noel Kelehan

## Resultados

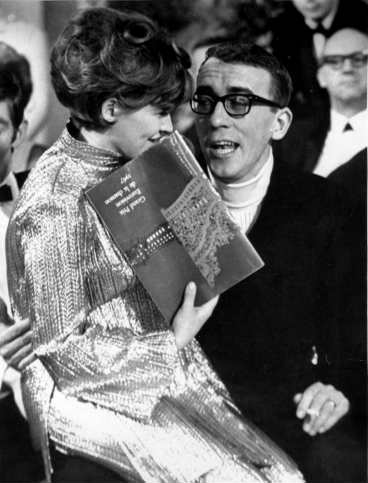
El representante de Suecia Östen Warnerbring y Kirsti Sparboe, representante de Noruega

Luxemburgo comenzó liderando la clasificación, sin embargo a partir de la segunda votación, el Reino Unido dominaría consiguiendo uno de los triunfos más contundentes hasta entonces. El país acogería el Festival de Eurovisión 1968 en Londres al año siguiente por primera vez por méritos propios, y no porque otro país no pudiese organizar dicho festival. A pesar de haber ganado, a Sandie Shaw nunca le gustó la canción «Puppet on a string».
En última posición terminó Suiza con 0 puntos, siendo la primera vez en Eurovisión que un país cerraba la clasificación en solitario con 0 puntos.
| N.º | País                | Intérprete(s)      | Canción                               | Lugar | Pts. |
| --- | ------------------- | ------------------ | ------------------------------------- | ----- | ---- |
| 1   | Países Bajos        | Thérèse Steinmetz  | «Ring-dinge-ding»                     | 14    | 2    |
| 2   | Luxemburgo          | Vicky Leandros     | «L'amour est bleu»                    | 4     | 17   |
| 3   | Austria             | Peter Horton       | «Warum es hunderttausend Sterne gibt» | 14    | 2    |
| 4   | Francia             | Noëlle Cordier     | «Il doit faire beau là-bas»           | 3     | 20   |
| 5   | Portugal            | Eduardo Nascimento | «O vento mudou»                       | 12    | 3    |
| 6   | Suiza               | Géraldine          | «Quel cœur vas-tu briser»             | 17    | 0    |
| 7   | Suecia              | Östen Warnerbring  | «Som en dröm»                         | 8     | 7    |
| 8   | Finlandia           | Fredi              | «Varjoon – suojaan»                   | 12    | 3    |
| 9   | Alemania Occidental | Inge Brück         | «Anouschka»                           | 10    | 7    |
| 10  | Bélgica             | Louis Neefs        | «Ik heb zorgen»                       | 7     | 8    |
| 11  | Reino Unido         | Sandie Shaw        | «Puppet on a String»                  | 1     | 47   |
| 12  | España              | Raphael            | «Hablemos del amor»                   | 6     | 9    |
| 13  | Noruega             | Kirsti Sparboe     | «Dukkemann»                           | 14    | 2    |
| 14  | Mónaco              | Minouche Barelli   | «Boum badaboum»                       | 5     | 10   |
| 15  | Yugoslavia          | Lado Leskovar      | «Vse rože sveta»                      | 9     | 7    |
| 16  | Italia              | Claudio Villa      | «Non andare più lontano»              | 11    | 4    |
| 17  | Irlanda             | Sean Dunphy        | «If I Could Choose»                   | 2     | 22   |

### Votación

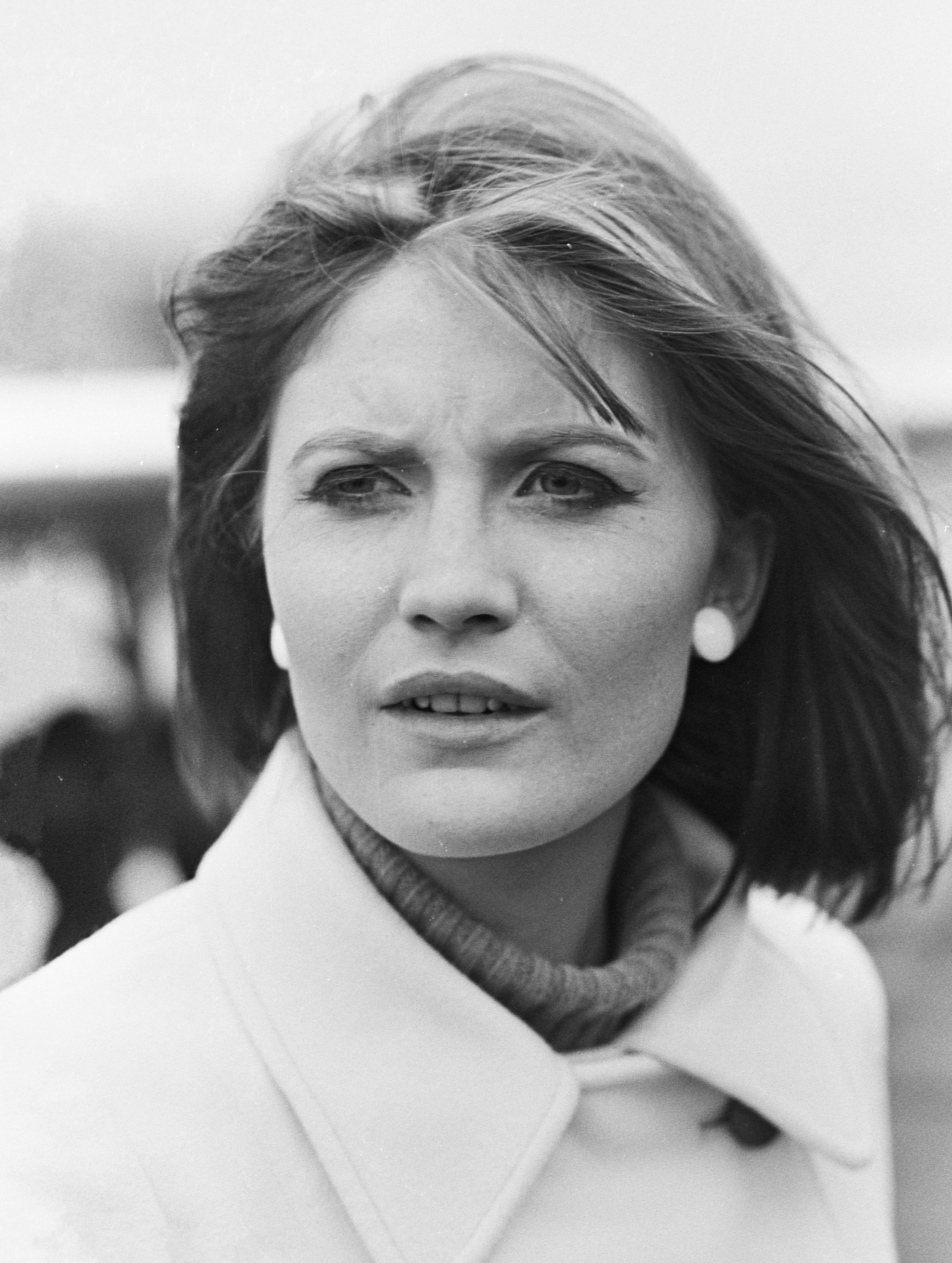
La ganadora Sandie Shaw

| Bandera de los Países Bajos          | Bandera de Luxemburgo | Bandera de Austria | Bandera de Francia | Bandera de Portugal | Bandera de Suiza | Bandera de Suecia | Bandera de Finlandia | Bandera de Alemania Occidental | Bandera de Bélgica | Bandera del Reino Unido | Bandera de España | Bandera de Noruega | Bandera de Mónaco | Bandera de Yugoslavia | Bandera de Italia | Bandera de Irlanda | Total |   |    |
| Participantes                        | Países Bajos          |                    | 0                  | 0                   | 0                | 0                 | 0                    | 0                              | 0                  | 0                       | 0                 | 1                  | 0                 | 0                     | 0                 | 0                  | 0     | 1 | 2  |
| Participantes                        | Luxemburgo            | 4                  |                    | 0                   | 0                | 0                 | 0                    | 0                              | 2                  | 0                       | 1                 | 2                  | 1                 | 0                     | 1                 | 1                  | 3     | 2 | 17 |
| Participantes                        | Austria               | 0                  | 0                  |                     | 0                | 1                 | 0                    | 0                              | 0                  | 0                       | 0                 | 0                  | 0                 | 0                     | 0                 | 1                  | 0     | 0 | 2  |
| Participantes                        | Francia               | 1                  | 2                  | 1                   |                  | 0                 | 1                    | 4                              | 0                  | 2                       | 0                 | 2                  | 0                 | 0                     | 2                 | 4                  | 0     | 1 | 20 |
| Participantes                        | Portugal              | 0                  | 0                  | 0                   | 1                |                   | 1                    | 0                              | 0                  | 0                       | 0                 | 0                  | 1                 | 0                     | 0                 | 0                  | 0     | 0 | 3  |
| Participantes                        | Suiza                 | 0                  | 0                  | 0                   | 0                | 0                 |                      | 0                              | 0                  | 0                       | 0                 | 0                  | 0                 | 0                     | 0                 | 0                  | 0     | 0 | 0  |
| Participantes                        | Suecia                | 0                  | 0                  | 0                   | 0                | 1                 | 0                    |                                | 1                  | 0                       | 0                 | 0                  | 0                 | 2                     | 0                 | 1                  | 0     | 2 | 7  |
| Participantes                        | Finlandia             | 1                  | 0                  | 0                   | 0                | 1                 | 0                    | 0                              |                    | 0                       | 0                 | 0                  | 0                 | 0                     | 0                 | 0                  | 1     | 0 | 3  |
| Participantes                        | Alemania Occidental   | 0                  | 0                  | 0                   | 0                | 1                 | 0                    | 1                              | 0                  |                         | 1                 | 1                  | 0                 | 1                     | 0                 | 0                  | 1     | 1 | 7  |
| Participantes                        | Bélgica               | 0                  | 0                  | 0                   | 0                | 1                 | 0                    | 0                              | 3                  | 1                       |                   | 1                  | 0                 | 0                     | 0                 | 1                  | 0     | 1 | 8  |
| Participantes                        | Reino Unido           | 2                  | 5                  | 3                   | 7                | 1                 | 7                    | 1                              | 2                  | 3                       | 3                 |                    | 0                 | 7                     | 3                 | 0                  | 2     | 1 | 47 |
| Participantes                        | España                | 1                  | 1                  | 1                   | 0                | 2                 | 0                    | 0                              | 0                  | 0                       | 1                 | 0                  |                   | 0                     | 2                 | 1                  | 0     | 0 | 9  |
| Participantes                        | Noruega               | 1                  | 0                  | 0                   | 0                | 0                 | 0                    | 1                              | 0                  | 0                       | 0                 | 0                  | 0                 |                       | 0                 | 0                  | 0     | 0 | 2  |
| Participantes                        | Mónaco                | 0                  | 0                  | 2                   | 1                | 0                 | 0                    | 1                              | 0                  | 0                       | 0                 | 0                  | 5                 | 0                     |                   | 0                  | 1     | 0 | 10 |
| Participantes                        | Yugoslavia            | 0                  | 1                  | 0                   | 1                | 1                 | 0                    | 0                              | 0                  | 0                       | 1                 | 0                  | 2                 | 0                     | 0                 |                    | 1     | 0 | 7  |
| Participantes                        | Italia                | 0                  | 0                  | 0                   | 0                | 0                 | 1                    | 0                              | 0                  | 0                       | 0                 | 1                  | 1                 | 0                     | 0                 | 0                  |       | 1 | 4  |
| Participantes                        | Irlanda               | 0                  | 1                  | 3                   | 0                | 1                 | 0                    | 2                              | 2                  | 4                       | 3                 | 2                  | 0                 | 0                     | 2                 | 1                  | 1     |   | 22 |
| LA TABLA ESTÁ ORDENADA POR APARICIÓN |                       |                    |                    |                     |                  |                   |                      |                                |                    |                         |                   |                    |                   |                       |                   |                    |       |   |    |

### Portavoces
- Países Bajos - Ellen Blazer
- Austria - Ernst Grissemann
- Portugal - Maria Manuela Furtado
- Suiza - Alexandre Burger
- Suecia - Edvard Matz
- Finlandia - Poppe Berg[3]
- Alemania Occidental - Lia Wöhr
- Bélgica - Jan Theys
- Reino Unido - Michael Aspel (Presentador de TV)
- España - Margarita Nicola
- Noruega - Sverre Christophersen[4]
- Italia - Mike Bongiorno (Presentador de TV)
- Irlanda - Gay Byrne (Presentador de radio y TV)

## Retransmisión y comentaristas
- Países Bajos (Nederland 1): Leo Nelissen[5]
- Luxemburgo (Télé-Luxembourg): Jacques Navadic
- Austria (ORF): Emil Kollpacher
- Francia (Première Chaîne RTF): Pierre Tchernia[6]
- Portugal (RTP): Henrique Mendes[7]
- Suiza (TV DRS): Theodor Haller

(TSR): Georges Hardy
(TSI): Giovanni Bertini
- Suecia (Sveriges Radio-TV y SR P3): Christina Hansegård[8]
- Finlandia (TV-ohjelma 1): Aarno Walli
- Alemania Occidental (ARD Deutsches Fernsehen): Hans-Joachim Rauschenbach
- Bélgica (RTB): Jaine Lambotte

(BRT): Herman Verelst
- Reino Unido (BBC 1): Rolf Harris

(BBC Light Programme): Richard Baker
- España (TVE): Federico Gallo
- Noruega (NRK y NRK P1): Erik Diesen
- Mónaco (Télé Monte Carlo): Pierre Tchernia
- Yugoslavia (Televizija Beograd): Miloje Orlović

(Televizija Zagreb): Mladen Delić
(Televizija Ljubljana): Tomaž Terček
- Italia (Secondo Programma): Renato Tagliani
- Irlanda (RTÉ Television): Brendan O'Reilly

(Radio Éireann): Kevin Roche